# كليمنت إيتون
كليمنت إيتون (بالإنجليزية: Clement Eaton)‏ هو مؤرخ أمريكي، ولد في 23 فبراير 1898 في وينستون-سالم في الولايات المتحدة، وتوفي في 12 أغسطس 1980 في ليكسينغتون في الولايات المتحدة.